# Ollie Darden
Oliver Darden, detto Ollie (Aberdeen, 28 luglio 1944), è un ex cestista statunitense, professionista nella ABA.

## Carriera
È stato selezionato dai Detroit Pistons al terzo giro del Draft NBA 1966 (22ª scelta assoluta).

## Palmarès
- Campionato ABA: 1

Indiana Pacers: 1970